# Boreumdo
Boreumdo är en ö i Sydkorea.   Den ligger i provinsen Incheon, i den nordvästra delen av landet, 70 km väster om huvudstaden Seoul. Arean är 7,3 kvadratkilometer.
Terrängen på Poromu To är platt. Öns högsta punkt är 87 meter över havet. Den sträcker sig 3,8 kilometer i nord-sydlig riktning, och 5,1 kilometer i öst-västlig riktning.